# Balacra congoensis
Balacra congoensis là một loài bướm đêm thuộc phân họ Arctiinae, họ Erebidae.